# 8305 Teika
8305 Teika este un asteroid din centura principală de asteroizi.

## Descriere
8305 Teika este un asteroid din centura principală de asteroizi. A fost descoperit pe 22 februarie 1995 la Ōizumi de Takao Kobayashi. El prezintă o orbită caracterizată de o semiaxă mare de 2,41 ua, o excentricitate de 0,11 și o înclinație de 5,7° în raport cu ecliptica.